# Farina gegenüber

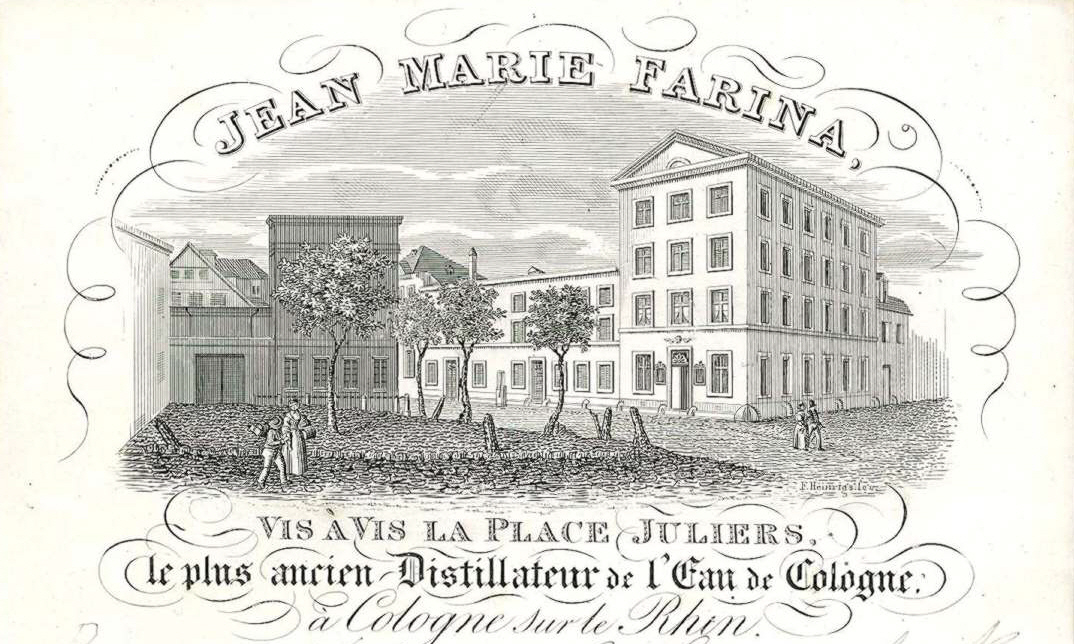
Casa Farina fundada em 1709

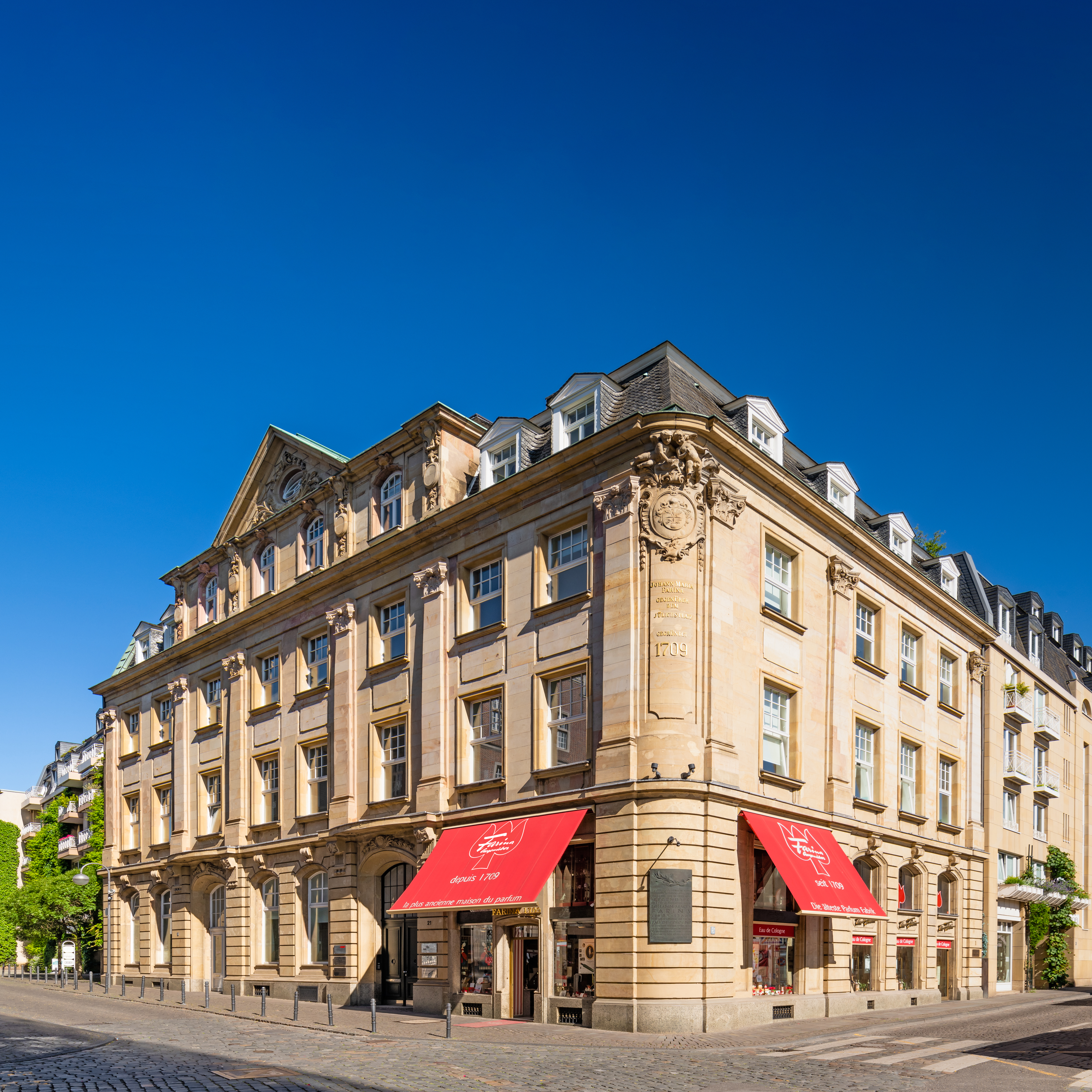
A sede hoje em dia

Farina gegenüber é uma casa de perfumes, fundada em Colônia, Alemanha, em 1707 por Johann Maria Farina (1685-1766). É a fábrica de perfume mais antiga do mundo.
Johann Maria Farina denominou o seu perfume eau de cologne (água-de-colônia) em honra à sua cidade adotiva. Ele fez que Colônia tornasse mundialmente conhecida como cidade de perfumes. A cidade de Colônia homenageia o seu ilustre cidadão através duma figura na torre da Câmara Municipal.
Numa carta escrita em 1708,  Johann Maria Farina descreve assim o seu perfume: „O meu perfume faz pensar num formoso amanhecer primaveral depois da chuva; uma composição de laranjas, limões, toranjas, bergamota, flores e frutos do meu país natal.“
O sucesso é tão grande, que depois criaram-se casas competidoras, cada uma reivindicando seu próprio Gian Maria Farina. Três destas casas sobreviveram. Hoje, a eau de cologne original é produzida ainda pela oitava geração dos descendentes de Johann Maria Farina.
Farina gegenüber significa literalmente „Farina em frente“. Esta é a abreviatura de „Johann Maria Farina gegenüber dem Jülichs-Platz“, que em alemão significa „Johann Maria Farina em frente da praça Jülichs“.

## Galeria

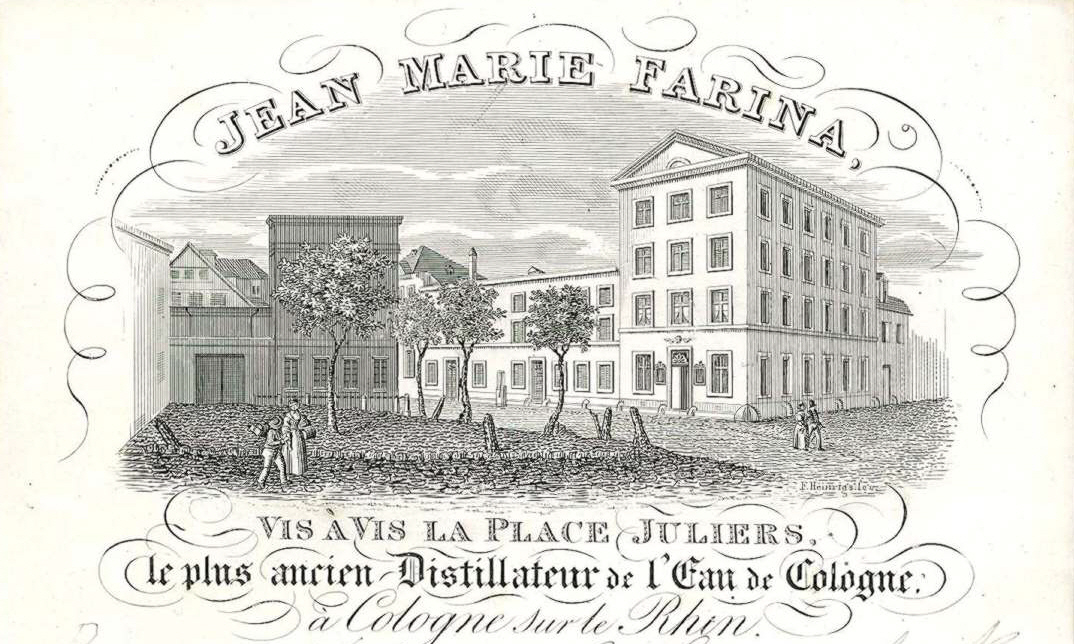
Casa Farina fundada em 1709
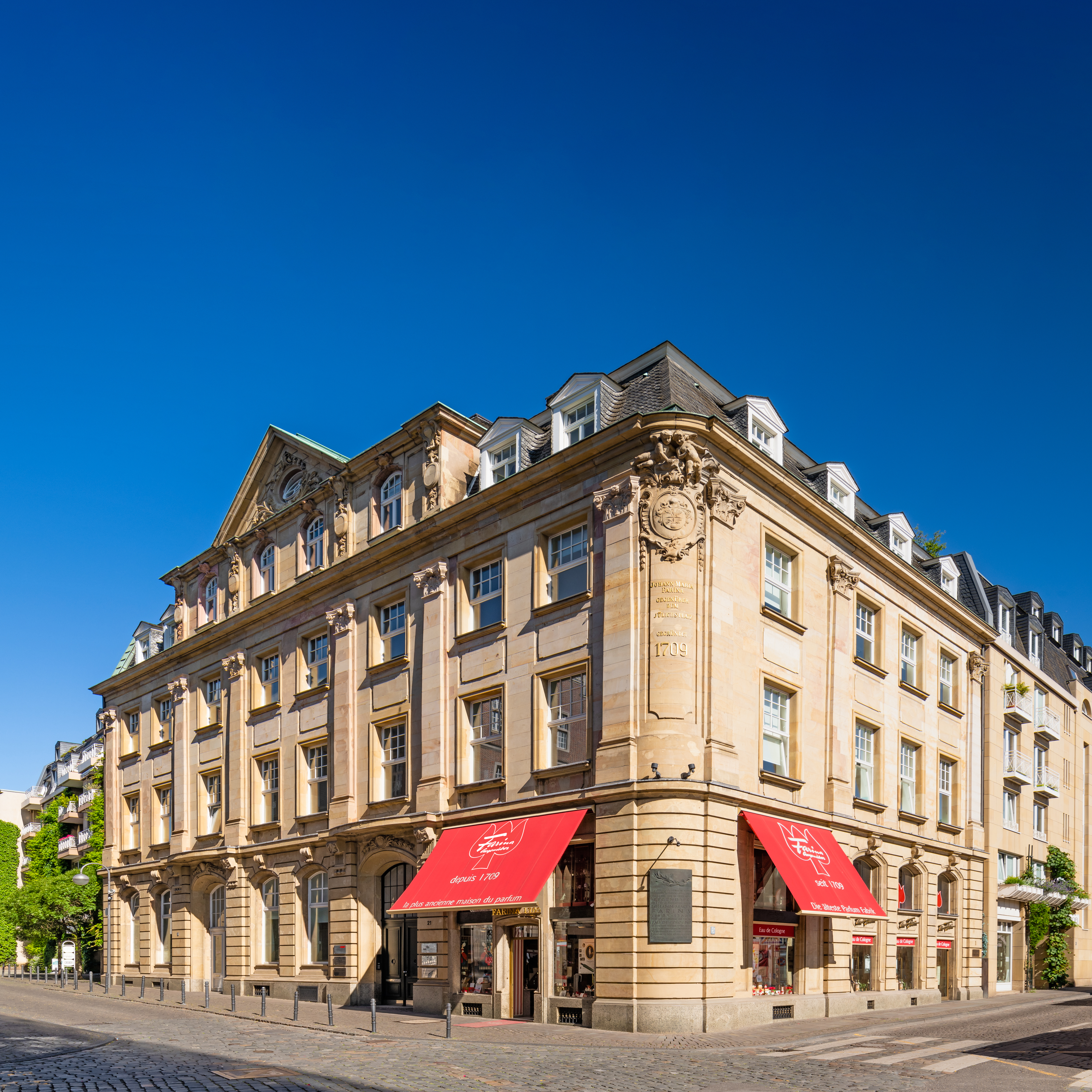
A sede hoje em dia
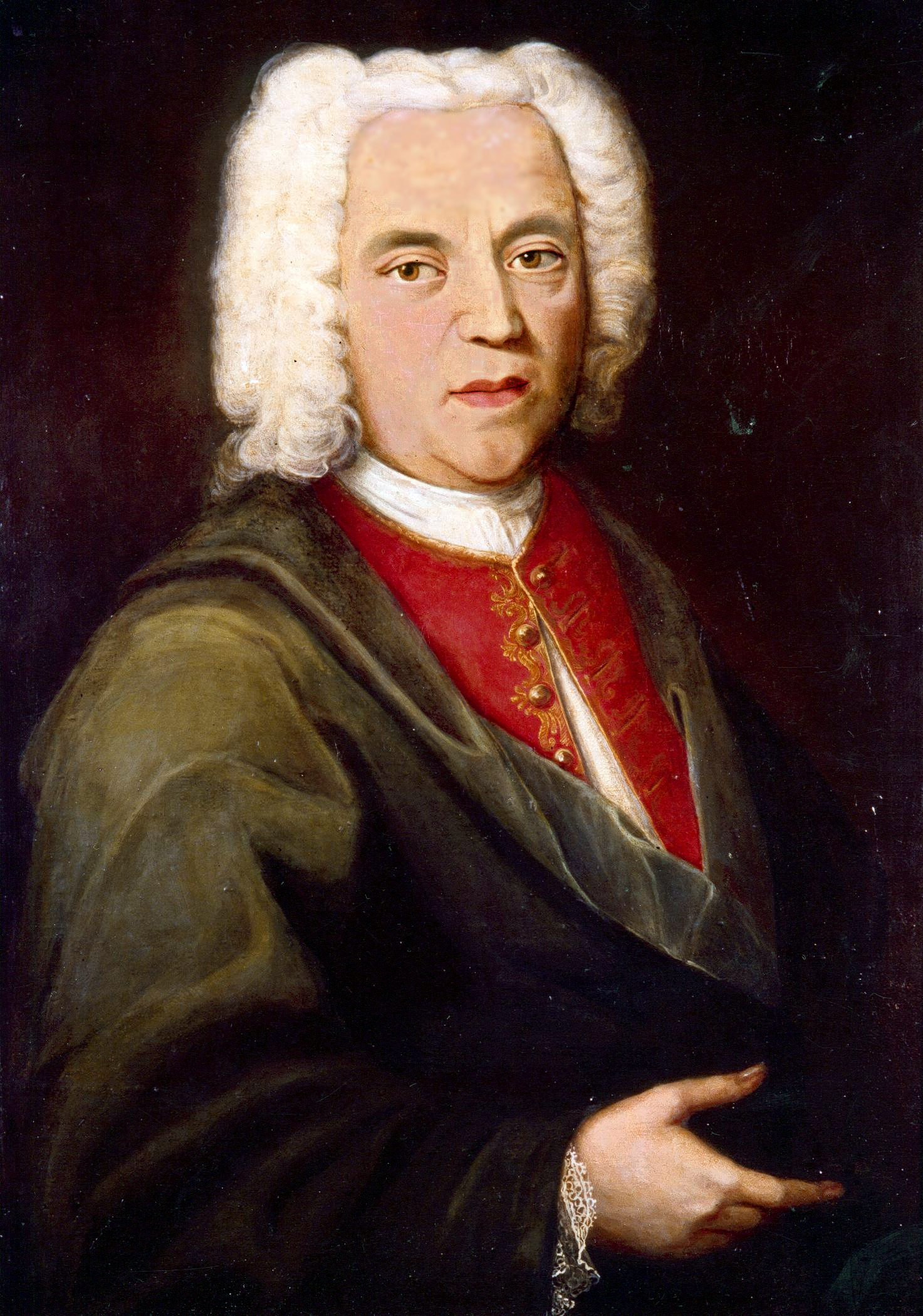
Johann Maria Farina
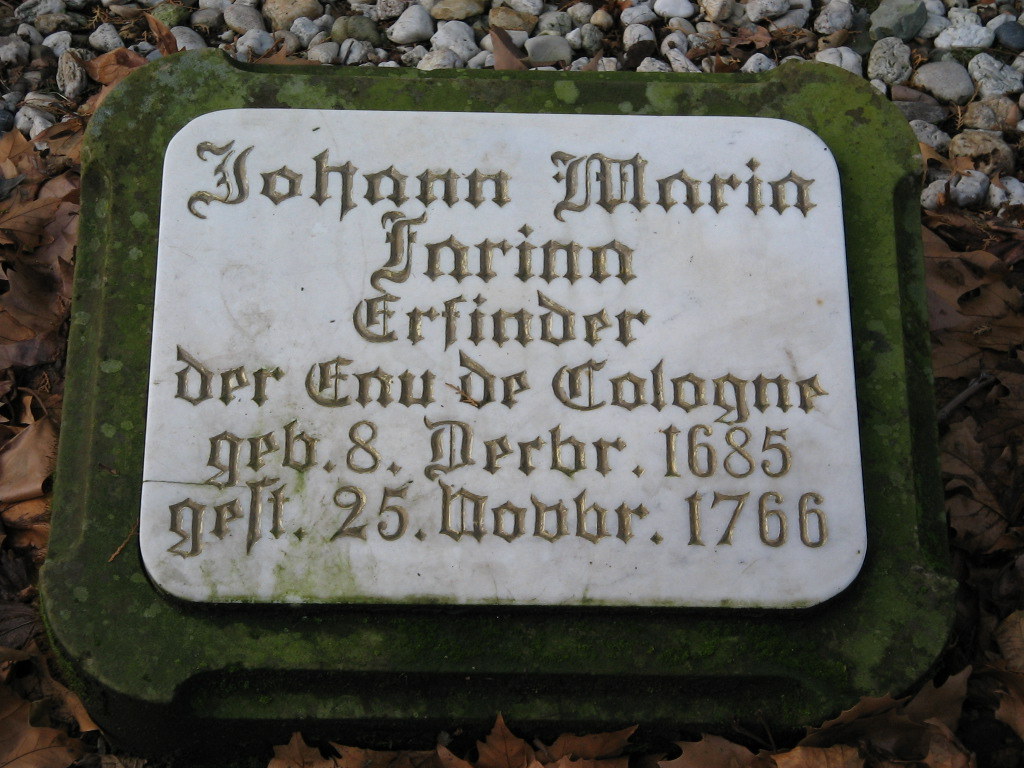
Cemitério Melaten, Colônia
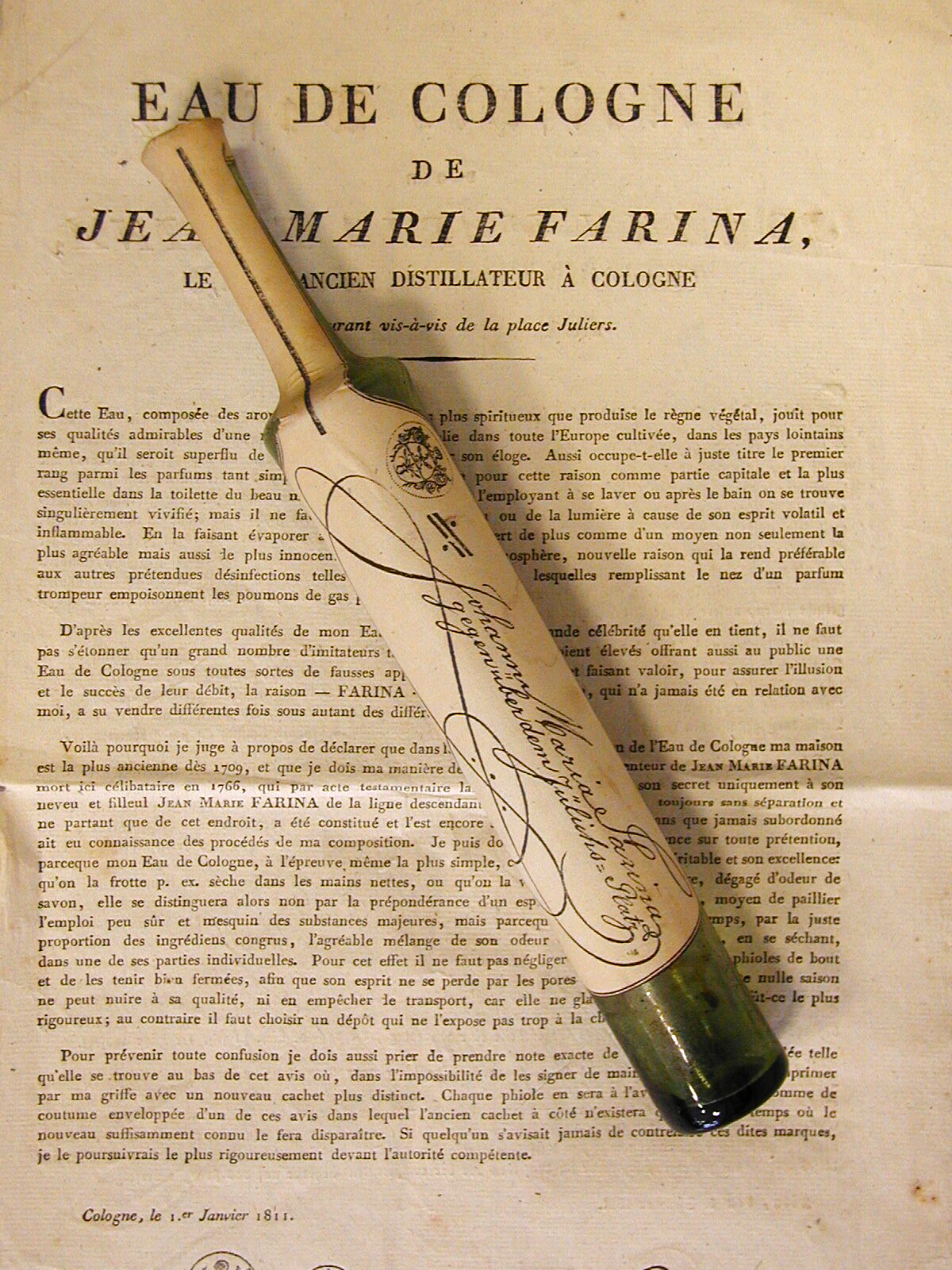
Eau de Cologne Original